# کاتسونی
کاتسونی (متولد ۹ آوریل ۱۹۷۹) بازیگر پورنوگرافی اهل فرانسه است.

## زندگی‌نامه
کاتسونی دارای‌تبار فرانسوی، ویتنامی است. پدرش ویتنامی ومادرش فرانسوی است. او به زبان فرانسوی و انگلیسی کاملا مسلط است.
او در سال ۲۰۰۲ درحالی که ۲۳ سال سن داشت وارد صنعت ساخت فیلمهای پورنوگرافی شد. وتا کنون در ۳۹۰ فیلم بازی کرده‌است. دردسامبر سال ۲۰۰۶ او یک قرارداد بسیارگرانقیمت با شرکت دیجیتال پلی گراند امضاء کرد. او اسم کاتسومی رابرای خود انتخاب کرد (کاتسومی یک اسم عادی مشترک مردانه و زنانه در ژاپن است). اما در ژانویه سال ۲۰۰۷ در پی شکایت یک زن با نام مِری کاتسومی مبنی بر سوء استفاده از نام وی دادگاه استفاده از نام کاتسومی رابرای او ممنوع کرد. ودراکتبر ۲۰۰۷ مجبور به پرداخت ۲۰۰۰۰ یورو جریمه بخاطر استفاده از این نام شد. اوبیشتر فیلمهایش را در آمریکا بازی می‌کند. فیلم او با لکسینگتون استیل ازفیلمهای به یادماندنی تاریخ فیلمهای پورنوگرافی است.

## جایزه‌ها
- ۲۰۰۴. بهترین سکس مقعد(Anal Sex) برای فیلم (Multiple P.O.V) (به همراه جیزل و مایکل استفانو)
- ۲۰۰۵. بهترین بازیگر زن خارجی سال.
- ۲۰۰۵. بهترین سکس مقعدی برای فیلم (لکس استیلxxx۳) مشترکاً به همراه لکسینگتون استیل.
- ۲۰۰۶. بهترین بازیگر زن خارجی سال
- ۲۰۰۶. بهترین فیلم (دی وی دی) سکس همزمان با دو مرد(Iteractive) برای فیلم (کاتسونی واقعی) (Virtual Katsuni)
- ۲۰۰۶ بهترین صحنه سکس مقعدی برای فیلم (Cumshitters) به همراه مانوئل فِرارا
- ۲۰۰۶. بهترین اجرای سکس با آزار (Tease) برای فیلم (Ass Worship ۷).
- ۲۰۰۷ بهترین بازیگر زن خارجی سال
- ۲۰۰۷. بهترین هنرپیشه زن نقش مکمل برای فیلم (Fashionistas Safado – The Challenge)
- ۲۰۰۷. بهترین صحنه سکس گروهی برای فیلم ویدئوئی (FUCK) مشترکاًبه همراه کارمن هارت، کریستن پرایس، مایااسمایل، اریک مسترسون، کریس کنون، تامی گان و رندی اسپرز.
- ۲۰۰۷. بهترین صحنه سکس تمام زنانه. برای فیلم (FUCK). مشترکاًبه همراه جسیکا دِرِیک، فلیسیا و کلارا جی.
- ۲۰۰۸. بهترین صحنه با بازیگران خارجی برای فیلم (Furious Fuckers Final Race) مشترکاً به همراه ۹ نفردیگر.
- ۲۰۰۹. بهترین هنرپیشه زن فرانسوی برای فیلم (– Pirates II: Stagnetti’s Revenge)
- ۲۰۰۹. بهترین وبلاگ هنرپیشه زن پورنو.
- ۲۰۰۴. بهتر هنرپیشه زن